# The Hills Have Eyes (película de 2006)
The Hills Have Eyes (titulada: Las colinas tienen ojos en España y El despertar del Diablo en Hispanoamérica) es una película de terror y gore estadounidense de 2006 producida, escrita y dirigida por Alexandre Aja. Se trata de una nueva versión de la película de terror del mismo título creada en 1977 por Wes Craven. El filme tuvo tanto éxito que tiene una secuela, The Hills Have Eyes 2, estrenada en 2007.

## Argumento
La película gira en torno a los Carter, una familia de clase media de Ohio cuyas vacaciones a San Diego, acompañando a sus padres en sus bodas de plata, quedan truncadas cuando su caravana sufre un extraño accidente en el desierto de Nuevo México. Aislados del mundo, pronto se darán cuenta de que no están solos: en las colinas habita una estirpe de sanguinarios mutantes fruto de las continuas pruebas nucleares del ejército, ellos no dudarán en aniquilar a los Carter de las formas más espeluznantes.
En 1977, Wes Craven se inspiró en el relato sobre la familia escocesa Sawney Beane que de acuerdo a la leyenda, asesinaba a los viajeros y luego los devoraba en el siglo XVII, hasta que el rey Jacobo I de Inglaterra envió tropas a su guarida y los aniquiló de la misma manera que ellos mataban a sus inocentes víctimas.

## Reparto
| Actor/Actriz                        | Personaje              |
| ----------------------------------- | ---------------------- |
| Aaron Stanford                      | Doug Bukowski          |
| Emilie de Ravin                     | Brenda Carter          |
| Dan Byrd                            | Bobby Carter           |
| Kathleen Quinlan                    | Ethel Carter           |
| Vinessa Shaw                        | Lynn Carter-Bukowski   |
| Ted Levine                          | Big Bob Carter         |
| Maisie Camilleri Preziosi           | Catherine Bukowski     |
| Laura Ortiz                         | Ruby                   |
| Robert Joy                          | Lizard                 |
| Michael Bailey Smith                | Pluto                  |
| Greg Nicotero                       | Cyst                   |
| Ezra Buzzington                     | Goggle                 |
| Billy Drago                         | Papá Jupiter           |
| Desmond Askew                       | Big Brain              |
| Ivana Turchetto                     | Big Mama               |
| Tom Bower                           | Dueño de la Gasolinera |
| Maxime Giffard                      | Primera víctima        |
| Judith Jane Vallette y Adam Perrell | Niños deformes         |

## Críticas
La cinta recibió muy buenas críticas en general, se proyectó en un total de 2.521 cines y recaudó (desde el 15 de junio de 2006) hasta 41.773.472 dólares en la taquilla estadounidense y 5.808.032 dólares en el resto del mundo. La película contiene momentos gráficos de violencia extrema: un intento de violación, una escena en la cual se abusa sexualmente de una mujer mientras encañonan con una pistola a su hija, una escena en la que un personaje se vuela la cabeza con una escopeta y otras múltiples peleas a muerte con exceso de sangre.

## Premios y nominaciones
| Premio                 | Categoría                               | Nominados                                        | Resultado | Ref.  |
| ---------------------- | --------------------------------------- | ------------------------------------------------ | --------- | ----- |
| Premios Saturn         | Mejor maquillaje                        | Howard Berger, Greg Nicotero y Mario Michisanti. | Nominada  | [ 1 ] |
| Premios Empire         | Mejor película de terror                |                                                  | Nominada  |       |
| Chainsaw Awards        | Bloodiest Beatdown                      | Michael Bailey Smith y Aaron Stanford            | Ganadora  | [ 2 ] |
| Chainsaw Awards        | Looks That Kill (Mejor maquillaje FX)   |                                                  | Ganadora  | [ 2 ] |
| Chainsaw Awards        | Killer Movie (Película más terrorífica) | Alexandre Aja                                    | Nominada  | [ 2 ] |
| Chainsaw Awards        | Mejor villano                           | Robert Joy                                       | Nominado  | [ 2 ] |
| Chainsaw Awards        | Creepiest Kid                           | Laura Ortiz                                      | Nominada  | [ 2 ] |
| Premios Golden Schmoes | Película de terror del año              |                                                  | Nominada  | [ 3 ] |
| NIFFF                  | Mejor película                          | Alexandre Aja                                    | Nominado  |       |

## Curiosidades
- La adaptación de The Hills Have Eyes coincidió en la fecha de estreno con la versión de La profecía.
- El título hispanoamericano es: "Despertar del diablo". Esto ha provocado confusiones entre esta película y "The Evil Dead", ya que en México The Evil Dead fue titulada "El despertar del diablo".